# Апостольские постановления
Апо́стольские постановле́ния (греч. Ἀποστολικαὶ Διαταγαί; Διαταγαί τῶν ἁγίων Ἀποστόλων; лат. Constitutiones apostolicae), также Постановления святых апостолов через Климента, епископа и гражданина римского — апокриф, псевдоэпиграф, приписываемый папе Клименту I; исследователями обычно датируется 380-м годом и считается, что он создан в Сирии.
Но эта дата является приблизительной, книга написана раньше, была читаемой и имела распространение и авторитет среди православных, упоминается в книге Епифания Кипрского «Панарион» (374—378 годы) в главе «Против раскола авдиан» в споре о праздновании Пасхи. Епифаний писал:
10. Для подтверждения своего учения авдиане ссылаются на Постановления Апостольские (τὴν τῶν ἀποστόλων διάταξιν), которые многими подвергаются сомнению; но их нельзя отвергать, ибо в них заключается всё, относящееся к благочинию экклесии, и нет ничего, повреждающего веру, её исповедание, управление экклесии и правила. Изречение же, приведённое для подтверждения учения о Пасхе, вышеупомянутые авдиане плохо толкуют и по невежеству не так понимают.
Первые 6 книг «Апостольских постановлений» корреспондируют с «Дидаскалией». Седьмая книга «Постановлений» близка по содержанию к «Дидахе». Восьмая книга сборника («Постановления святых апостолов о рукоположениях») носит по преимуществу церковно-правовой характер и содержит ряд изречённых от лица каждого из 12-и апостолов правил о рукоположении клириков, об их правах и обязанностях и о церковной дисциплине.
85-е Апостольское правило («Правила святых апостолов») даёт перечень «чтимых и святых книг», который включает 2 постановления святого Климента Римского, что подразумевает «Апостольские постановления». Однако, как на Западе, так и Востоке статус «Апостольских постановлений» был под сомнением. Так Правило 2-е Трульского собора 691-го года отвергает «Апостольские постановления» как книгу, повреждённую еретиками:
Поелику же в сих правилах поведено нам приимати оных же Святых Апостолов постановления, чрез Климента преданныя, в которые некогда иномыслящие, ко вреду Церкви, привнесли нечто подложное и чуждое благочестия, и помрачившее для нас благолепную красоту Божественнаго учения, то мы, ради назидания и ограждения христианнейшия паствы, оныя Климентовы постановления благоразсмотрительно отложили, отнюдь не допуская порождений еретическаго лжесловесия, и не вмешивая их в чистое и совершенное апостольское учение.
47-я глава восьмой книги Апостольских постановлений содержит 85 правил святых апостолов. Также отдельные главы восьмой книги «Апостольских постановлений» (7 правил апостола Павла, 17 правил Петра и Павла, 2 правила «всех святых Апостол купно») и после Трулльского собора продолжали включаться в церковно-правовые сборники Православной церкви, в частности толкование на «Синопсис» Аристина, который лёг в основу русской «Кормчей». 85 правил святых апостолов включены в «Книгу правил», которая играет роль действующего канонического кодекса в современной Русской церкви, и являются каноном в Православной церкви.
О самих «Апостольских постановлениях», из которых, предположительно, и были выписаны «Правила святых апостолов», Трулльский собор отозвался негативно и отверг их, как повреждённые еретиками; по его мнению, в них внесено очень рано иномыслящими (ύπό τών έτεροδόξων), в ущерб Церкви, нечто подложное и неблагочестивое, «помрачившее благолепную красоту божественного учения».